# Tor Arne Hetland
Tor Arne Hetland (Stavanger, 12 januari 1974) is een Noorse langlaufer die gespecialiseerd is in de sprintdisciplines. Bij de Olympische Winterspelen van 2002 won hij goud op de sprint in vrije stijl. In 2001 was hij op die afstand ook al eens wereldkampioen geworden.
Hetland maakte zijn debuut in de wereldbeker in het seizoen 1996/1997, hij behaalde in zijn carrière tot nu toe
tien wereldbekeroverwinningen. In het seizoen 2004/2005 won hij de eindstand van de sprintwereldbeker.
Bij de Olympische Winterspelen van 2006 behaalde hij samen met Jens Arne Svartedal de zilveren medaille in de teamsprint.

## Belangrijkste resultaten

### Wereldkampioenschappen junioren
| Jaar | Plaats      | Resultaten                                      |
| ---- | ----------- | ----------------------------------------------- |
| 1993 | Harrachov   | 5de 10 km klassieke stijl 4de 30 km vrije stijl |
| 1994 | Breitenwang | 4de 10 km klassieke stijl · 30 km vrije stijl   |

### Wereldkampioenschappen
| Jaar | Plaats        | Resultaten                                             |
| ---- | ------------- | ------------------------------------------------------ |
| 1999 | Ramsau        | 17de 30 km vrije stijl                                 |
| 2001 | Lahti         | sprint vrije stijl · 7de 20 km achtervolging           |
| 2003 | Val di Fiemme | sprint vrije stijl                                     |
| 2005 | Oberstdorf    | sprint klassieke stijl · teamsprint vrije stijl        |
| 2007 | Sapporo       | 18de sprint klassieke stijl 7de teamsprint vrije stijl |

### Olympische Winterspelen
| Jaar | Plaats         | Resultaten                                                                     |
| ---- | -------------- | ------------------------------------------------------------------------------ |
| 1998 | Nagano         | 24ste 50 km vrije stijl                                                        |
| 2002 | Salt Lake City | sprint vrije stijl · 49ste 30 km vrije stijl                                   |
| 2006 | Turijn         | 10de sprint vrije stijl · teamsprint klassieke stijl · 33ste 50 km vrije stijl |

### Eindstand algemene wereldbeker
| Seizoen   | Plaats |
| --------- | ------ |
| 1996/1997 | 30ste  |
| 1997/1998 | 62ste  |
| 1998/1999 | 23ste  |
| 1999/2000 | 18de   |
| 2000/2001 | 12de   |
| 2001/2002 | 13de   |
| 2002/2003 | 9de    |
| 2003/2004 | 14de   |
| 2004/2005 | 3de    |
| 2005/2006 | 3de    |
| 2006/2007 | 4de    |